# Jermon Bushrod
Jermon Terrell Bushrod (* 19. August 1984 in King George, Virginia) ist ein ehemaliger US-amerikanischer American-Football-Spieler in der National Football League (NFL). Er spielte für die New Orleans Saints als Guard, mit denen er den Super Bowl XLIV gewinnen konnte. Er war auch bei den Chicago Bears sowie den Miami Dolphins unter Vertrag.

## College
Bushrod, der als Schüler auch bei Basketball und Baseball hervorragende Leistungen zeigte, besuchte die Towson University und spielte für deren Team, die Tigers, auf der Position des linken Tackle College Football, wobei er in 38 Spielen in Folge als Starter auflief.

## NFL

### New Orleans Saints
Beim NFL Draft 2007 wurde er von den New Orleans Saints in der vierten Runde als insgesamt 125. Spieler ausgewählt, aber seine Karriere als Profi kam nur schleppend in Gang. In den ersten beiden Spielzeiten kam er bloß auf insgesamt drei Einsätze und wurde ansonsten nur in den Special Teams aufgeboten. Erst 2009 konnte er sich etablieren. Er lief in 15 Partien der Regular Season auf, 14 mal davon als Starter, und auch in den Play-offs sowie im Super Bowl XLIV, den die Saints gegen die Indianapolis Colts gewinnen konnten, hatte er die Position des linken Starting-Tackles inne.
In den folgenden drei Spielzeiten bestritt er jede Partie als Starter, 2011 absolvierte er insgesamt 1.177 Snaps, mehr als jeder andere Spieler der Liga.
Außerdem hatte Bushrod 2011 und 2012 erheblichen Anteil daran, dass Drew Brees jeweils deutlich mehr als 5.000 Yards werfen konnte und wurde zwei Mal in Folge in den Pro Bowl berufen.

### Chicago Bears
2013 wechselte Bushrod zu den Chicago Bears, bei denen er einen Fünfjahresvertrag in der Höhe von 36 Millionen US-Dollar unterschrieb. Die ersten beiden Saisons konnte er die hohen Erwartungen erfüllen, doch als er 2013 verletzungsbedingt für vier Spiele ausfiel, wurde er danach nur mehr als Ergänzungsspieler aufgeboten.

### Miami Dolphins
2016 wechselte er zu den Miami Dolphins, für die er in zwei Spielzeiten 26 Partien als rechter Starting-Guard absolvierte.

### Rückkehr zu den Saints
Im März 2018 unterschrieb Bushrod einen Einjahresvertrag bei den New Orleans Saints. Für die Saints bestand Handlungsbedarf, nachdem der Wechsel von Senio Kelemete zu den Houston Texans und der Rücktritt von Zach Strief einen Umbau der Offensive Line notwendig machte. Ende August 2019 gab er seinen Rücktritt bekannt.